# Keron Bramble
Keron Bramble (* 9. Dezember 1992 in San Fernando) ist ein Bahnradsportler aus Trinidad und Tobago.

## Sportliche Laufbahn
Keron Bramble ist ein Spezialist für Kurzzeitdisziplinen, insbesondere Keirin. 2017 wurde er nationaler Meister in dieser Bahnradsport-Disziplin. Bei den Panamerikameisterschaften stürzte er im Keirin-Rennen und flog über die Bande auf die Zuschauertribüne; ein Zuschauer und Bramble selbst wurden dabei leicht verletzt. Bei den Commonwealth Games 2018 in Australien belegte er gemeinsam mit Nicholas Paul, Njisane Phillip und Kwesi Browne im Teamsprint Platz sechs. In derselben Konstellation wurden die vier Fahrer aus Trinidad und Tobago 2018 vor heimischem Publikum im National Cycling Centre in Couva Panamerikameister und stellten mit 42,681 Sekunden einen neuen Amerika-Rekord auf.
2019 gewannen Bramble, Browne, Paul und Phillip den Teamsprint bei den Panamerikaspielen. Wenige Wochen später unterbot das Team mit Bramble bei den panamerikanischen Meisterschaften den eigenen Rekord aus dem Jahr zuvor mit 41,938 Sekunden.
Im Dezember 2019 wurde der Mannschaft aus Trinidad und Tobago die Goldmedaille im Teamsprint und Njisane Phillip die Silbermedaille der Panamerikaspiele 2019 aberkannt, da Philipp positiv auf Doping getestet worden war. Aufgrund dieser Entscheidung sanken die Chancen des Teams, sich für die Olympischen Spiele in Tokio zu qualifizieren. Daraufhin bestritten Browne und Phillip keine weiteren Wettbewerbe, und der kanadische Nationaltrainer Erin Hartwell verließ den Verband und wechselte nach China.

## Erfolge
2017
- Meister von Trinidad und Tobago – Keirin

2018
- Panamerikameister – Teamsprint (mit Nicholas Paul, Njisane Phillip und Kwesi Browne)

2019
- Panamerikaspielesieger – Teamsprint (mit Nicholas Paul, Kwesi Browne und Njisane Phillip)
- Panamerikameister – Teamsprint (mit Nicholas Paul, Kwesi Browne und Njisane Phillip)
- Panamerikameister – Keirin

2021
- Panamerikameisterschaft – Teamsprint (mit Zion Pulido und Njisane Phillip)